# Higrofaneidade
Higrofaneidade refere-se à mudança de cor de tecidos de cogumelos (especialmente a superfície do píleo) à medida que perde ou absorve água, o que provoca que o pileipellis se torne mais opaco quando seco e mais transparente quando molhado.
Durante a identificação de espécies higrófanas, há que ser cuidadoso ao comparar cores com fotografias ou descrições, pois a cor pode mudar de forma dramática pouco tempo depois da apanha.
Entre os géneros caracterizados por espécies higrófanas incluem-se Agrocybe, Psathyrella, Psilocybe, Panaeolus, e Galerina. A mudança de cor nessas espécies se deve principalmente ao fato de elas conterem, entre outros alcalóides, a Psilocibina. Estes compostos, quando em contato com o ar, sofrem oxidação, e o corpo do cogumelo adquire cor azulada rapidamente. Essa é uma maneira rápida de identificar cogumelos psicoativos desse gênero.